# Phymorhynchus moskalevi
Phymorhynchus moskalevi là một loài ốc biển, là động vật thân mềm chân bụng sống ở biển trong họ Conidae.
Loài này đã được mô tả từ các miệng phun thủy nhiệt năm 1995.